# 2022年巴西洪水和山体滑坡
2022年，巴西发生了多起大洪水和山体滑坡。

## 1月28日
1月28日至2月3日，巴西发生了一系列洪水和山体滑坡，造成至少28 人死亡。 

## 2月15日
2月15日，里约热内卢彼得罗波利斯的大雨造成至少200人死亡。 

## 5月27日至28日
5月27日至28日，伯南布哥州累西腓和大马塔的大雨造成至少35人死亡。 